# Cefalosporin
Cefalosporini su skupina beta-laktamskih antibiotika prvotno dobivenih od gljiva iz roda Acremonium, koje su se prije nazivali Cephalosporium. Cefalosporini zajedno s cefamicinim čine podskupinu beta-laktamski antibiotika koja se naziva cefemi.

## Povijest
Prvi spoj iz skupine cefalosporina je prvotno izoliran iz kultura Cephalosporium acremonium (danas: Acremonium chyrogenum) iz kanalizacija luke Cagliari 1948.g., a izolirao ga je talijanski profesor Sardinijskog sveučilšta Giuseppe Brotzu. Brotzu je primijetio da kulture proizvode tvar djelotvornu protiv bakterije Salmonella typhi uzročnik tifusa.
Istraživači su prvotno izolirali spoj cefalosporin P, zatim cefalosporin N, te konačno cefalosporin C iz kojeg su kasnije izolirali cefalosporinsku jezgru, 7-aminocefalosporanska kiselina (7-ACK) koja se pokazala analogna jezgri penicilina, ali nedovoljno potentna za kliničku primjenu. Kasnijim modifikacijama postraničnih lanaca 7-ACK došlo se je do korisnih antibiotika, od kojih je prvi cefalotin kojeg je 1964.g. na tržište izdala tvrtka Eli Lilly and Company, tako su svi cefalosporini derivati 7-ACK.

## Način djelovanja
Cefalosporini djeluju baktericidno kao i ostali beta-laktamski antibiotici, ali su manje podložni djelovanju enzima penicilaza. Cefalosporini ometaju sintezu peptidoglikana u staničnoj stijenci bakterije, tako što ometaju djelovanje transpeptidaze koje se naziva i protein koji veže penicilin (engl. pencillin binding protein - PBP). PBP omogućuje završnu transpeptidaciju u sintezi peptidoglikana. Peptidoglikan je polimer koji se sastoji od šećera i aminokiselina a čini sloj stanične stijenke koja štiti bakteriju. Beta-laktamski prsten veže se na aktivno mjesto PBP, time nepovratno inhibira završnu transpeptidaciju i tako prekida sintezu stanične stijenke bakterije.

## Klasifikacija cefalosporina
Dodavanjem različith spojeva na cefalosporinsku jezgru dobiveni su antibiotici različith svojstava. Cefalosporini se grupiraju u pojedine skupine ili generacije ovisno o svojim antimikrobnim svojstvima (grupiranje se razlikuje u pojedinim državama svijeta):
- prva generacija: npr. cefaleksin, cefazolin, cefadroksil
- druga generacija: npr. cefurkosim, cefaklor, cefprozil
- treća generacija: npr. cefotaksim, ceftriakson, ceftazidim
- četvrta generacija: npr. cefepim, cefpriom